# Virginia City (Nevada)
Pour les articles homonymes, voir Virginia City.
La ville américaine de Virginia City est le siège du comté de Storey, dans l’État du Nevada. Elle est située au pied de la Sierra Nevada. En 2000, sa population s’élevait à environ 1 500 habitants, et en 2010 plus que 855, alors qu'elle en comptait 30 000 à son apogée au XIXe siècle, lorsque l'exploitation minière battait son plein.

## Histoire
Virginia City a été nommée en hommage au prospecteur « Old Virginia » Fennimore. Elle doit son boom et sa fondation au gisement d’argent et d’or découvert en 1859 par  Henry T. P. Comstock, le Comstock Lode, qui fut le premier gisement d'argent américain du XIXe siècle. Dans les vingt années suivant sa découverte, il a produit 7 millions de tonnes de minerai. Au cours de la seule année 1877, l'or a rapporté à la ville 14 millions de dollars et l'argent 21 millions de dollars, soit l'équivalent, pour l'or, de 0,5 milliard de dollars de 2011, et pour l'argent, de 0,8 milliard de dollars de 2011.
Virginia City s’est développée comme un champignon à cette occasion, sa population dépassant 30 000 habitants, tout en restant extrêmement fluctuante d'une année sur l'autre. En août 1862, Mark Twain, venu du Missouri, accepte l’offre d’emploi permanent que lui propose le Territorial Enterprise, un journal de la ville, pour lequel il écrivait jusque-là occasionnellement des chroniques comiques.
Plusieurs actions des mines de Virginia City sont cotées à la Bourse de San Francisco et connaissent des parcours météoritiques. En 1863, Hale and Norcross vaut 2 700 dollars et Gould and Curry 6 300 dollars, alors qu'elles ne valaient que quelques dollars en 1860. Les prix sont télégraphiés tous les jours de Virginia City à la Bourse de San Francisco
.
En 1863, un « comité de vigilance » décrit comme l'un des plus fanatiques des États-Unis est créé. Il reçoit immédiatement l'approbation des autorités locales qui estimaient qu'il pourrait lutter contre la criminalité « plus vite, mieux et à moindre coût que les tribunaux ». Au cours de sa première année d'existence, il exécute plus d'une centaine de supposés hors-la-loi.
Le gisement a commencé à s'épuiser à la fin du XIXe siècle et les mines ont fermé en 1942. Aujourd’hui, Virginia City est un important centre touristique, en raison de ses vieilles maisons en bois de l'époque du Far West.

## Dans la culture

### Scènes de films tournés à Virginia City
- 1948 : Chicken Every Sunday, de George Seaton

### Bande dessinée
- La ville sert de cadre pour L'Héritage de Rantanplan, épisode de la série Lucky Luke par Morris et René Goscinny (1973).
- La ville sert également de cadre pour La mort blanche, une aventure de la série Mac-Coy située à l'hiver 1873, par Gourmelen et Palacios.

### série
- La ville est à proximité du site du fictif Ponderosa Ranch dans la série télévisée Bonanza. En tant que tels, les personnages de la série visitaient régulièrement la ville. La ville de Virginie représentée sur Bonanza était située à RKO Forty Acres à Hollywood.

### Littérature
- La vie à Virginia City au cours de l'Âge d'Or est largement abordée dans le livre de Mark Twain, A la dure.